# Lepanthes caudigera
Lepanthes caudigera är en orkidéart som beskrevs av Carlyle August Luer och Alexander Charles Hirtz. Lepanthes caudigera ingår i släktet Lepanthes och familjen orkidéer. Inga underarter finns listade i Catalogue of Life.